# Adelardo Covarsí
Adelardo Covarsí Yustas (Badajoz, 23 de marzo de 1885- Badajoz, 26 de agosto de 1951), más conocido solo como Adelardo Covarsí o simplemente Covarsí, fue un pintor, profesor e historiador del arte español considerado por la crítica especializada como uno «de los grandes maestros» de la pintura extremeña, caracterizada en lo tocante al autor por su «preferencia absoluta por la figura humana como tema […] y su casi absoluta incapacidad o ignorancia del paisaje abierto».
Con el frexnense Eugenio Hermoso, José Pérez Jiménez o los cacereños Eulogio Blasco López (1890-1960) o Juan Caldera Rebolledo (1897-1946), formó parte del nutrido grupo de pintores representativos del costumbrismo realista o naturalismo costumbrista regional de la primera mitad del siglo XX, al que aportó una notable galería de retratos (por regla general de conocidos miembros de la burguesía y la intelectualidad pacenses como el poeta Manuel Monterrey (1908), el arquitecto municipal y crítico de Arte Francisco Vaca Morales (1948), los escritores Enrique Segura Otaño (1905) o José López Prudencio…), tipos populares y, sobre todo, su particular predilección por la representación de escenas cinegéticas, en las que predominan los espacios abiertos tratados con un punto de perspectiva bajo que da a los cielos y las nubes, envueltos casi siempre en una suave luz de atardecer, un especial protagonismo:

Covarsí es el intérprete de recios ejemplares humanos, amigos del riesgo y la aventura: cazadores, contrabandistas, curtidos por el sol y la naturaleza brava; ardidos por el afán alegre de caminar y de apresar –caliente la sangre en el rescoldo inextinto de la ancestralía conquistadora en América– con sus escopetas, sus cuernos de pólvora, su ceñidor de cartuchos, sus galgos y lebreles, sus sombreros aludos sombreando las pupilas aquilinas, sus capotones de blancura y largura zurbaranescas o sus chaquetones de cuero cubriendo los cuerpos nervudos, hechos al violento ejercicio y las astucias ásperas.

José Francés (8 sep. 1951). «Responso a Adelardo Covarsí». La Vanguardia. Colaboraciones de La Vanguardia (Barcelona): 5.

Entre otros galardones, obtuvo una Mención Honorífica en la 20.ª Exposición Nacional de Bellas Artes de 1906 por Atalayando (óleo sobre lienzo, 134 x 254 cm. Col. particular, Badajoz), dos Terceras Medallas en las siguientes ediciones de 1908 y 1912 por Cosarios portugueses en las lindes de Extremadura y La barbería de los contrabandistas (adquirido en 1914 por un coleccionista de Wiesbaden, Alemania), respectivamente, Segunda Medalla con carácter honorífico por La otoñada en Extremadura (1922), Medalla de Oro en la Exposición Iberoamericana de Sevilla de 1929 por En la raya de Portugal (col. particular, Badajoz) o, finalmente, la codiciada Primera Medalla en la 37.ª edición del certamen por su cuadro El capitán de los monteros de Alpotreque (s/f. Óleo sobre lienzo, 220 x 297 cm. Museo de Bellas Artes de Badajoz).

## Trayectoria

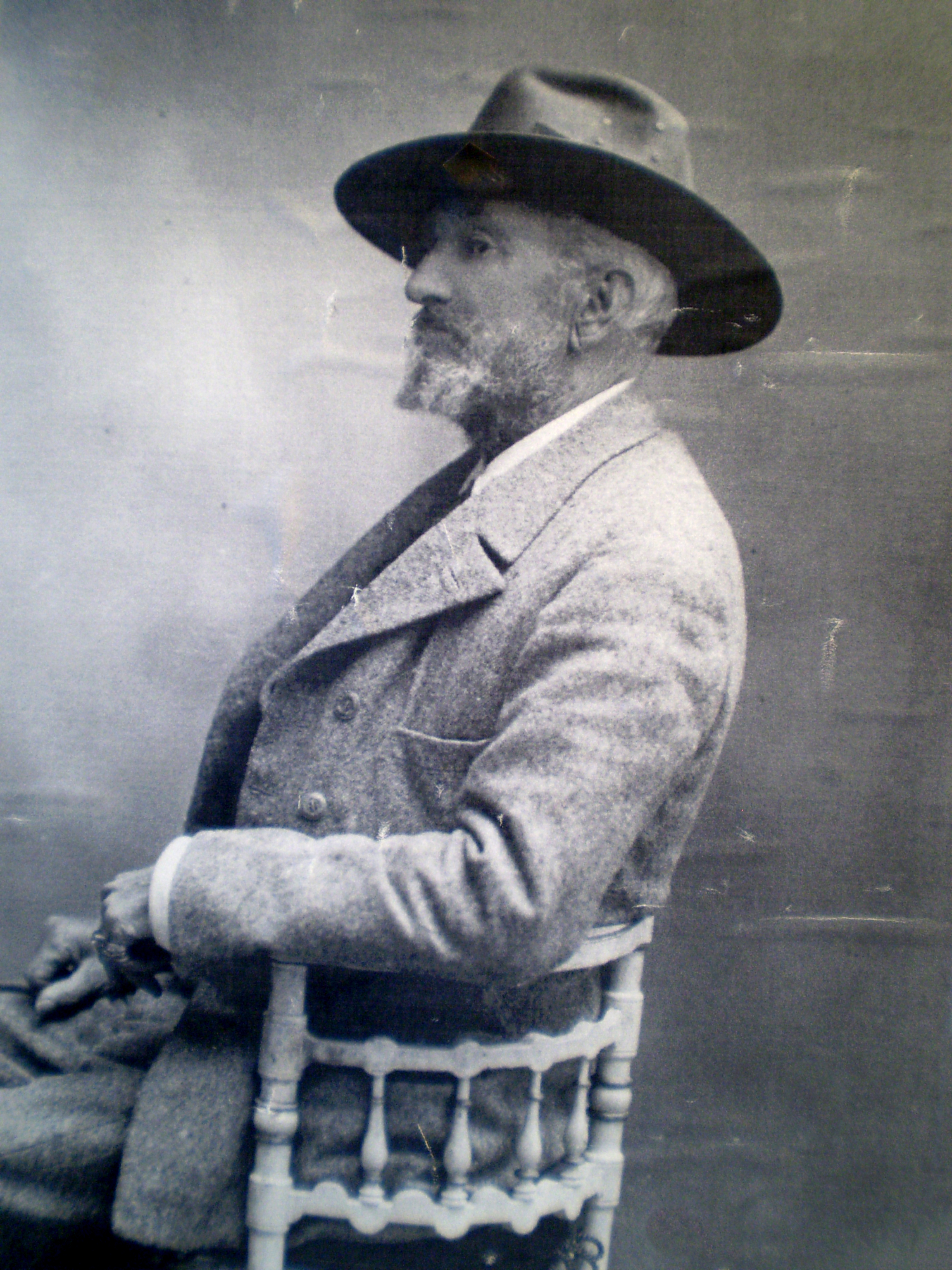
Antonio Covarsí Vicentell, padre de Adelardo Covarsí, en los años 1910.

Adelardo Covarsí Yustas fue uno de los nueve hijos (sin embargo, solo dos llegaron a la edad adulta: él y Laurencia) del matrimonio formado por la extremeña Adela Yustas González (f. Badajoz, 9 nov. 1910) y el aragonés Antonio Covarsí Vicentell (Zaragoza, 6 dic. 1848-Badajoz, 6 dic. 1937), entre cuyos ascendientes figuraron varios miembros destacados del Ejército carlista, estimado como uno de los personajes más relevantes del mundo cinegético y artístico de la capital pacense de la época.
Una vez establecido definitivamente en Badajoz (1866), en 1874, abrió al público la primera armería de la ciudad, ubicada en el n.º 3 de la céntrica calle «Calatrava» (actual «José López Prudencio» n.º 1), justo a la espalda de la catedral, en cuya fachada principal se colocó en 1939 una reproducción cerámica del cuadro de Adelardo Cazador de avutardas (1939. Sevilla: Cerámica Pedro Navia. 195 x 185 cm, aprox.), presentado a la Nacional de Bellas Artes de 1920. Publicó también las obras Narraciones de un montero (1898. Badajoz: Tip. El Progreso, de Antonio Arqueros), Trozos venatorios y prácticas cinegéticas (1911. Badajoz: Imp. y Papelería de Vicente Rodríguez), Grandes cacerías españolas (1919-1920. Badajoz: Imp. y Papelería de Vicente Rodríguez) y Entre jaras y breñales (1927. Segura de León (Badajoz): Tip. Nuestra Señora de Gracia). El propio autor, según el anuncio aparecido en la Revista Cinegética Ilustrada de septiembre de 1932, «ofrece estos libros en su Almacén de Armas, Calle de Calatrava 3, donde se venden sus famosos cuchillos de monte marca COVARSI».
Fallecida su primera esposa a finales de 1910, contrajo segundas nupcias con Agustina Cabanillas, con la cual tuvo seis hijos: Fernanda, Alberto, Carlos, Antonio, Gonzalo y Ricardo, autor del libro El montero de Alpotreque – Biografía de don Antonio Covarsí Vicentell, publicado en Sevilla en 1999.
Como coleccionista de arte, consiguió reunir en su domicilio familiar un valioso conjunto de alrededor de trescientos cuadros de Sorolla, Moreno Carbonero, Ramón Casas, Cecilio Pla, Salinas, Felipe Checa, Hermoso, etc.
|  |                                                                                               |  |  |  |  |  |  |  |  |  |  |  |  |  |  |  |
|  | José Francisco Covarsí (Cálig, Castellón)                                                     |  |  |  |  |  |  |  |  |  |  |  |  |  |  |  |
|  |                                                                                               |  |  |  |  |  |  |  |  |  |  |  |  |  |  |  |
|  |                                                                                               |  |  |  |  |  |  |  |  |  |  |  |  |  |  |  |
|  | Cosme Covarsí Membrado (Vinaroz, Castellón, 1769-1834)                                        |  |  |  |  |  |  |  |  |  |  |  |  |  |  |  |
|  |                                                                                               |  |  |  |  |  |  |  |  |  |  |  |  |  |  |  |
|  |                                                                                               |  |  |  |  |  |  |  |  |  |  |  |  |  |  |  |
|  | Teresa Francisca Membrado (Belmonte de San José, Teruel)                                      |  |  |  |  |  |  |  |  |  |  |  |  |  |  |  |
|  |                                                                                               |  |  |  |  |  |  |  |  |  |  |  |  |  |  |  |
|  |                                                                                               |  |  |  |  |  |  |  |  |  |  |  |  |  |  |  |
|  | Fernando Covarsí Conca (Cartagena, Murcia, 22/04/1811 - Badajoz, 22/12/1893)                  |  |  |  |  |  |  |  |  |  |  |  |  |  |  |  |
|  |                                                                                               |  |  |  |  |  |  |  |  |  |  |  |  |  |  |  |
|  |                                                                                               |  |  |  |  |  |  |  |  |  |  |  |  |  |  |  |
|  | Crisanto Conca (Murcia - Cartagena, Murcia, 04/02/1795)                                       |  |  |  |  |  |  |  |  |  |  |  |  |  |  |  |
|  |                                                                                               |  |  |  |  |  |  |  |  |  |  |  |  |  |  |  |
|  |                                                                                               |  |  |  |  |  |  |  |  |  |  |  |  |  |  |  |
|  | Ana María Conca (Cartagena, Murcia, 10/11/1789)                                               |  |  |  |  |  |  |  |  |  |  |  |  |  |  |  |
|  |                                                                                               |  |  |  |  |  |  |  |  |  |  |  |  |  |  |  |
|  |                                                                                               |  |  |  |  |  |  |  |  |  |  |  |  |  |  |  |
|  | María del Carmen Horcajada Corvalán (Murcia)                                                  |  |  |  |  |  |  |  |  |  |  |  |  |  |  |  |
|  |                                                                                               |  |  |  |  |  |  |  |  |  |  |  |  |  |  |  |
|  |                                                                                               |  |  |  |  |  |  |  |  |  |  |  |  |  |  |  |
|  | Antonio Covarsí Vicentell (Zaragoza, 06/12/1848 - Badajoz, 06/12/1937)                        |  |  |  |  |  |  |  |  |  |  |  |  |  |  |  |
|  |                                                                                               |  |  |  |  |  |  |  |  |  |  |  |  |  |  |  |
|  |                                                                                               |  |  |  |  |  |  |  |  |  |  |  |  |  |  |  |
|  | Pilar Vicentell y Ocaña (Logroño, 1819/20 - convento de las Trinitarias (Badajoz), oct. 1906) |  |  |  |  |  |  |  |  |  |  |  |  |  |  |  |
|  |                                                                                               |  |  |  |  |  |  |  |  |  |  |  |  |  |  |  |
|  |                                                                                               |  |  |  |  |  |  |  |  |  |  |  |  |  |  |  |
|  | Adelardo Covarsí Yustas                                                                       |  |  |  |  |  |  |  |  |  |  |  |  |  |  |  |
|  |                                                                                               |  |  |  |  |  |  |  |  |  |  |  |  |  |  |  |
|  |                                                                                               |  |  |  |  |  |  |  |  |  |  |  |  |  |  |  |
|  | Juan Yustas (Los Santos de Maimona)                                                           |  |  |  |  |  |  |  |  |  |  |  |  |  |  |  |
|  |                                                                                               |  |  |  |  |  |  |  |  |  |  |  |  |  |  |  |
|  |                                                                                               |  |  |  |  |  |  |  |  |  |  |  |  |  |  |  |
|  | Adela Yustas González (f. Badajoz, 9 nov. 1910)                                               |  |  |  |  |  |  |  |  |  |  |  |  |  |  |  |
|  |                                                                                               |  |  |  |  |  |  |  |  |  |  |  |  |  |  |  |
|  |                                                                                               |  |  |  |  |  |  |  |  |  |  |  |  |  |  |  |
|  | Dolores González (Badajoz)                                                                    |  |  |  |  |  |  |  |  |  |  |  |  |  |  |  |
|  |                                                                                               |  |  |  |  |  |  |  |  |  |  |  |  |  |  |  |
|  |                                                                                               |  |  |  |  |  |  |  |  |  |  |  |  |  |  |  |

Tras estudiar en la antes mencionada «Academia Municipal de Dibujo y Pintura» con el afamado bodegonista local Felipe Checa, quien le inculcó la importancia del dibujo como base de la obra artística, Adelardo se matriculó en la «Escuela Especial de Pintura, Escultura y Grabado» de Madrid (1903-1906), en la que tomó clases de los pintores Moreno Carbonero, José Garnelo, Muñoz Degrain y Alejo Vera, a la vez que realizó las consabidas copias de los grandes maestros del Prado, sobre todo Velázquez y Goya.
En la primavera de 1904, concurrió por primera vez a la edición de la Nacional de Bellas Artes celebrada en Madrid con un conjunto de cuatro estudios (n.º 316). Eugenio Hermoso, que también debutaba en este tipo de certámenes, presentó Comiendo la olla, Al colegio (1903), cinco estudios y dos retratos (n.os 592-600).
En años posteriores (1907-1910), emprendió varios viajes por diversos países europeos como Francia, Italia, Reino Unido, Bélgica, Países Bajos o Suiza, que, en cierto modo, influyeron en su sensibilidad artística marcada desde entonces por un «controlado impresionismo»:

Covarsí, que ha recorrido Europa y sus museos, ha sentido la enorme poesía del impresionismo francés que ya, a estas alturas, va oscureciendo por la acción del tiempo, metafórica y cromáticamente, sus primitivas y detonantes alacridades, tiñéndose de una luz de melancolía.

Julio Cienfuegos Linares (sep.-oct. 1951). «Adelardo Covarsí». Alcántara. Revista del Seminario de Estudios Cacereños (Diputación Provincial de Cáceres: Institución Cultural "El Brocense") (47-48): 7.

A nivel local, participó, al menos, en las Exposiciones de Artes Gráficas del Ateneo de Badajoz de 1904 (en la que obtuvo Primera Medalla por Charcas del Guadiana) y 1908 (Tercera Medalla por Contrabandistas portugueses).

En la Nacional de 1908, obtiene una Segunda Medalla por el cuadro Corsarios [sic] portugueses, que inicia ya esta serie de agrupaciones varoniles y pintorescas tan gratas al ilustre artista.

Datan también de este año una serie de dibujos destinados a ilustrar la comedia de costumbres Eva, obra del escritor Felipe Trigo.

En 1910, es recompensado con Medalla de Bronce en la Internacional de Buenos Aires…

Como profesor de «Dibujo de Figura», vacante desde el fallecimiento de Felipe Checa en marzo de 1906, se incorporó por oposición al claustro de la «Academia Municipal de Dibujo y Pintura» (actual «Escuela de Artes y Oficios Artísticos Adelardo Covarsí» de Badajoz) en enero de 1907, de la que fue nombrado director en 1928 tras la muerte del pintor José Rebollo. Desempeñó también los cargos de director del Museo Provincial de Bellas Artes de la capital (1919-1951), correspondiente de las Reales Academias de Bellas Artes de San Fernando, Sevilla y Toledo, secretario de la Junta Provincial de Turismo, constituida en Badajoz en marzo de 1931, y presidente de la Comisión Provincial de Monumentos Históricos y Artísticos hasta su desaparición en 1934. Desde esa fecha, ejerció como delegado provincial de Bellas Artes, dependiente del entonces «Ministerio de Instrucción Pública».
En su faceta de buen conocedor y defensor del patrimonio artístico y cultural de la región, publicó en la Revista del Centro de Estudios Extremeños más de una treintena de trabajos entre los que cabe mencionar los dedicados a Luis de Morales, Zurbarán, Eugenio Hermoso, la pintura badajocense del siglo XVIII, el Museo Metropolitano de la Catedral de Badajoz, el convento de Santa Clara de Zafra, el retablo de Casas de Don Pedro, la pormenorizada destrucción del tesoro artístico nacional en la provincia de Badajoz (1938-1939) consiguiente a la guerra civil española…, entre otros.

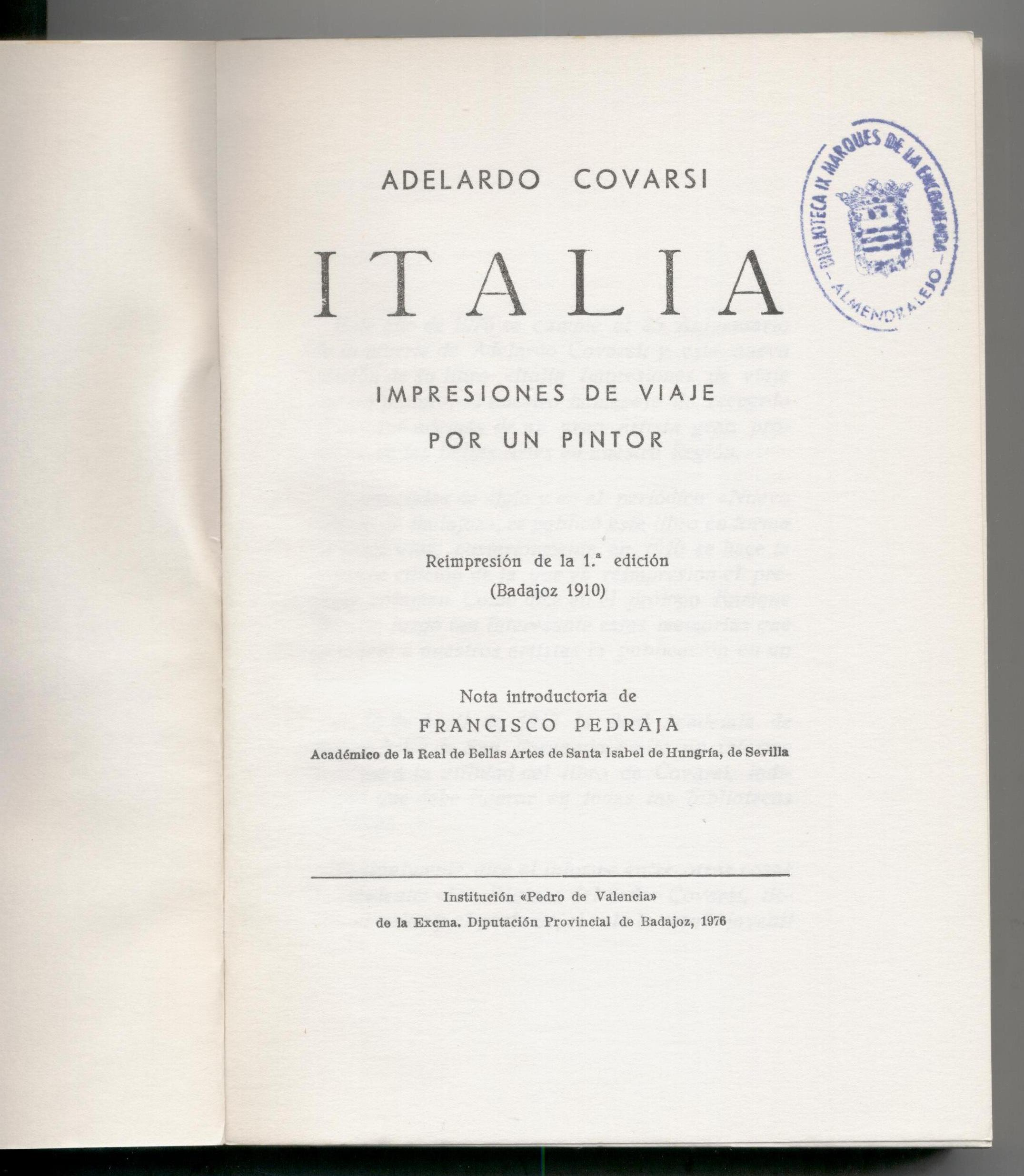
Italia – Impresiones de viaje por un pintor. 1976. Reimpresión de la primera edición (Badajoz, 1910). Imagen de portada.

Fue asimismo autor de Italia – Impresiones de viaje por un pintor (1910. Badajoz: Imp. y Papelería de Vicente Rodríguez), escrita a raíz de su viaje de estudios por diversas ciudades del país y publicada originariamente por entregas en el Nuevo Diario de Badajoz. El 18 de abril de 1913, la Real Academia de Bellas Artes de San Fernando emitió un informe relativo al libro, en el que se indicaba que, dada su utilidad, debía figurar en todas las bibliotecas públicas de España:

Las páginas del señor Covarsí tienen el valor y el perfume, si vale la mente juvenil de un artista bajo la impresión de lo que se tiene ante los ojos.

A este libro, seguirán otros dos, consagrados respectivamente a Bélgica y Holanda, que serán igualmente interesantes y curiosos toda vez que buscando la filiación estética de Adelardo Covarsí la hallamos mejor entre los pintores flamencos y holandeses que en los italianos.

Silvio Lago (16 dic. 1916). «Adelardo Covarsí». La Esfera. Artistas contemporáneos (Madrid) (155).

Junto a las piezas antes indicadas, sobresalen dentro de su extensa producción artística un prometedor autorretrato al óleo de 1905, El padre prior (1908. Col. Asamblea de Extremadura, Mérida), El guarda del coto (1914), Gerineldo (1915), las obras del Teatro Carolina Coronado de Almendralejo (1916), Cazador de avutardas (c. 1919), Lobo de mar (1922), Pescadores comiendo, más conocida como El relato (presentada a la Nacional de Bellas Artes de 1922), las pinturas de tema mitológico destinadas a decorar el denominado «Salón Noble» (o «de Baile») del antiguo Casino de Badajoz, actual salón de plenos de la Diputación Provincial (terminadas en 1923), para cuya ejecución empleó una curiosa técnica consistente en pegar la tela, una vez pintada, al techo, o la desaparecida Joyería Álvarez Buiza, transformada en sede del Colegio Oficial de Aparejadores y Arquitectos Técnicos, El novio de Lucinda (s/f), Los aguiluchos (óleo sobre lienzo, 198 x 300 cm. Presentada a la Nacional de Bellas Artes de 1926), El regreso de la montería (s/f), Concesión de los baldíos al pueblo de Alburquerque (1929), La leyenda del castillo (adquirida por el Museo de Bellas Artes de Badajoz en 2014), Cazador furtivo (enviada a la Exposición Nacional de Bellas Artes de 1941, a raíz de lo cual el crítico de Arte del periódico Arriba Benito Rodríguez Filloy (19 nov. 1941, p. 2) destacó que conservaba «un aroma de campechanía en su laborioso y esforzado concepto realista sujeto a viejos principios»), Batida de lobos en Extremadura (1948. Col. Parador Nacional de Gredos, Ávila), El cobro (1950), Día de montería (1951 (inacabada). Col. particular, Badajoz), Brumas invernales en Extremadura (s/f), etc.
Falleció de manera inesperada a consecuencia de un ataque al corazón a las diez de la noche del 26 de agosto de 1951, siendo sepultado al día siguiente en el sencillo panteón familiar del Cementerio de San Juan (más conocido como «cementerio viejo») de Badajoz, erigido por expreso deseo de su padre en septiembre de 1911 y diseñado siguiendo las pautas de un templo griego tipo próstilo por el escultor y marmolista Ángel Zoido Pérez, profesor de Modelado y Vaciado de la «Escuela Profesional de Artesanos» de 1915 a 1959, autor entre otras obras del basamento de la popular estatua del pintor Luis de Morales, inaugurada en la actual «Plaza de España» en junio de 1925.

### Otros eventos
- 1916: Junto con Eugenio Hermoso expone en Casa Esteve y Compañía de Barcelona.[70]

El próximo domingo [12 de marzo] se inaugurará en Casa Esteve y Compañía una exposición de pinturas de don Eugenio Hermoso y don Adelardo Covarsí

REDACCIÓN (10 mar. 1916). «Notas locales». La Vanguardia (Barcelona) (15 555): 4.

En Casa Esteve y C.ª las exposiciones de E. Hermoso y T. [sic] Covarsí de cuadros al óleo muy recomendables.

EL CORRESPONSAL (15 abr. 1916). «Crónica barcelonesa». Diario de Reus (87): 2.

- 1918: Expone individualmente en la Salón Parés de Barcelona.[70]
- 1930: Presenta a la Exposición Nacional de Bellas Artes su cuadro La leyenda del castillo.[71]
- 1943: Exposición individual en el Casino de Badajoz organizada por el Centro de Estudios Extremeños en la que se exhiben treinta y tres obras.[72]

## Obras de Adelardo Covarsí en el Museo Provincial de Bellas Artes de Badajoz (MUBA)
| - Cazadores en Extremadura, 1925. Óleo sobre lienzo, 104 x 131 cm. - Los aguiluchos, 1926. Óleo sobre lienzo, 198 x 300 cm. - El cobro, 1950. Óleo sobre lienzo, 219 x 301 cm. - El regreso de la montería, s/f. Óleo sobre lienzo, 135 x 193 cm. - El capitán de los monteros de Alpotreque, s/f. Óleo sobre lienzo, 220 x 297 cm. - Paisaje con cazadores (boceto), s/f. Óleo sobre lienzo, 46 x 60 cm. - El vivero, 1906. Óleo sobre lienzo, 48 x 65 cm. - El otoño en Extremadura, s/f. Óleo sobre lienzo, 15 x 44 cm. - 32 x 44 cm. - 15 x 44 cm. - Paisaje con pastores, s/f. Óleo sobre lienzo, 46 x 60 cm. - Brumas invernales en Extremadura, s/f. Óleo sobre lienzo, 75 x 100 cm. - Paisaje decorativo o Fantasía, s/f. Óleo sobre lienzo, 49 x 80 cm. - Pequeño paisaje (escena), s/f. Óleo sobre lienzo, 16 x 23 cm. - Lobo de mar, 1922. Óleo sobre lienzo, 96 x 78 cm. - Campesino portugués, s/f. Óleo sobre lienzo, 46 x 42 cm. - Bebedores portugueses, s/f. Óleo sobre lienzo, 82 x 100 cm. - El novio de Lucinda, s/f. Óleo sobre lienzo, 73 x 60 cm. - Portugueses en Badajoz, s/f. Óleo sobre lienzo, 101 x 131 cm. | - Retrato del escritor Enrique Segura Otaño, 1905. Óleo sobre lienzo, 51 x 35 cm. - Retrato de don Narciso Vázquez, 1907. Óleo sobre lienzo, 80 x 71 cm. - Retrato del poeta Monterrey, 1908. Óleo sobre lienzo, 55 x 42 cm. - Retrato de José Antonio Primo de Rivera, 1941. Óleo sobre lienzo, 100 x 91 cm. - Retrato del general Franco, 1941. Óleo sobre lienzo, 100 x 91 cm. - 136 x 117 cm. - Retrato de Antonio Juez, c. 1947. Óleo sobre lienzo, 57 x 51 cm. - Retrato del arquitecto don Francisco Vaca, 1948. Óleo sobre lienzo, 100 x 130 cm. - Retrato de don Alfonso XIII en traje de campaña, s/f. Óleo sobre lienzo, 60 x 50 cm. - Retrato del general Franco, s/f. Óleo sobre lienzo, 145 x 117 cm. - Retrato de José Antonio Primo de Rivera, s/f. Óleo sobre madera, 60 x 50 cm. - Retrato de don Sebastián García Guerrero, 1941. Óleo sobre lienzo, 65 x 53 cm. Depositado en la sede del Centro de Estudios Extremeños. - Desnudo (copia de un fragmento de Lot y sus hijas de Francesco Furini. Museo del Prado), 1907. Óleo sobre lienzo, 73 x 46 cm. - Gerineldo, 1915. Óleo sobre lienzo, 100 x 124 cm. - España, 1936. Óleo sobre lienzo, 212 x 152 cm. |

## Premios y reconocimientos

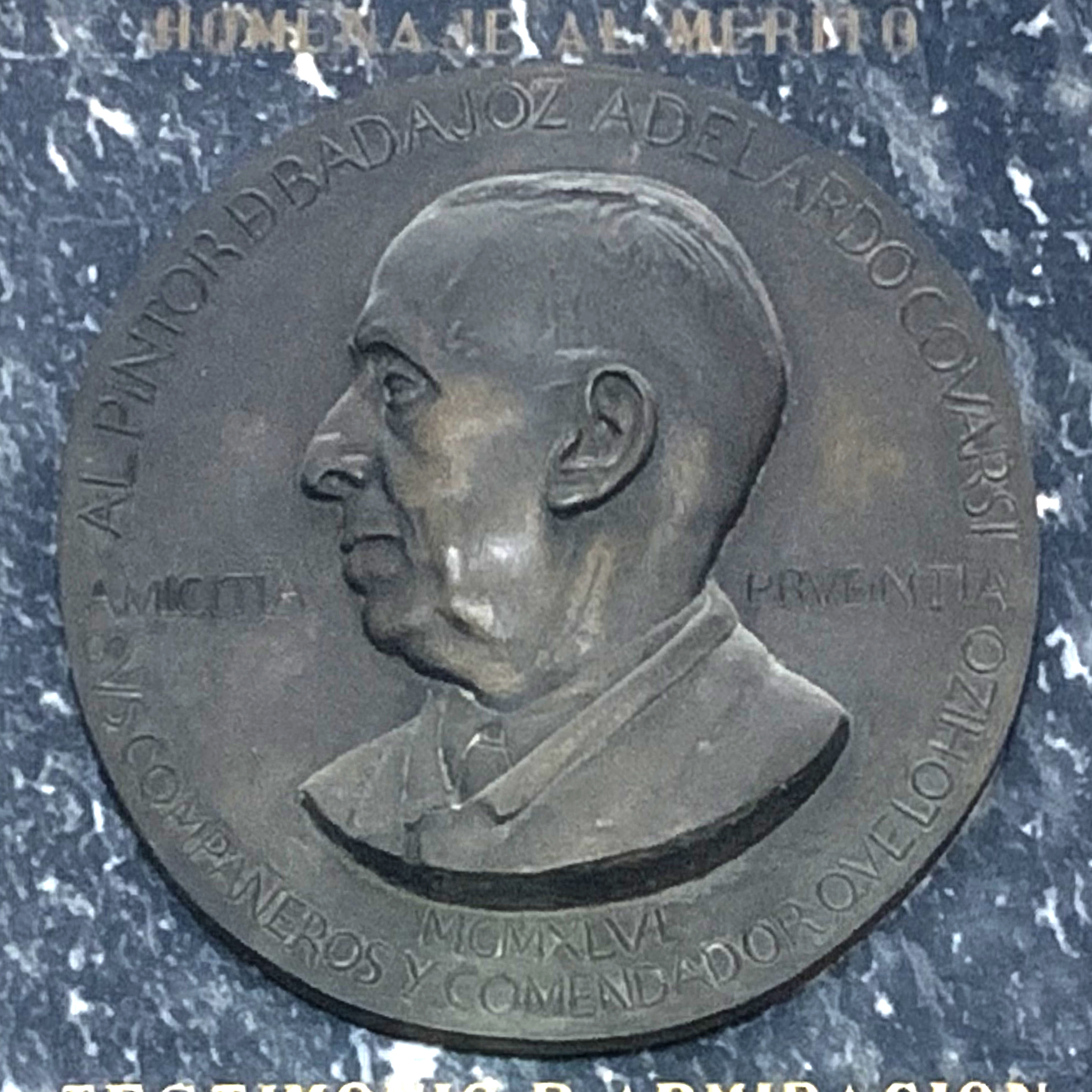
Enrique Pérez Comendador. Placa conmemorativa realizada con motivo del nombramiento de Adelardo Covarsí como hijo predilecto de Badajoz por acuerdo municipal de 8 de enero de 1947. Detalle del relieve.

Junto a piezas de pequeño y mediano formato, la obra pictórica de Covarsí se caracteriza especialmente por la producción continuada de una serie de grandes composiciones avaladas en no pocos casos por un buen número de premios y reconocimientos, tanto nacionales como internacionales, de los que se conocen los siguientes:
- Segunda Medalla de la Exposición Regional de Béjar (Salamanca) de 1903. Obtuvo Diploma de Honor y consiguiente nombramiento como miembro honorario de la Sociedad de Pintores Castellanos, promotora del certamen, «el reputado maestro Sr. Checa», mientras que la Medalla de Primera Clase en la sección de Escultura fue para el artista de Alburquerque Aurelio Cabrera.[76]
- Primera Medalla de la Exposición de Artes Gráficas del Ateneo de Badajoz de 1904 por Charcas del Guadiana.[41]
- Mención Honorífica de Tercera Clase de la 20.ª Exposición Nacional de Bellas Artes de 1906 por Atalayando. Junto a este, presentó dos cuadros más: Entre granados y Cabeza de estudio.[77][36][5][78][79]
- Medalla de Tercera Clase de la 21.ª Exposición Nacional de Bellas Artes de 1908 por Cosarios portugueses en las lindes de Extremadura.[80][78]
- Tercera Medalla de la Exposición de Artes Gráficas del Ateneo de Badajoz de 1908 por Contrabandistas portugueses. Completaron el envío Os irmaos (en esp., Los hermanos), Idilio en Galicia, En la plaza del pueblo y tres retratos.[42]
- Medalla de Plata de Segunda Clase de la Exposición Hispano-Francesa de Zaragoza de 1908 por Atalayando.[81][82]
- Tercera Medalla de la Exposición Internacional de Arte de Buenos Aires de 1910 por Cosarios portugueses en las lindes de Extremadura.[83][36][84]
- Medalla de Tercera Clase de la 23.ª Exposición Nacional de Bellas Artes de 1912 por La barbería de los contrabandistas.[85][36][78]
- Medalla de Oro de la Exposición Internacional de Arte de Panamá de 1916 por El guarda del coto.[86][8]
- Premio Especial de Honor de la Exposición Nacional de Pintura de Huelva de 1918 «por su cuadro número 43 del catálogo»:[87]

Adelardo Covarsí, de Badajoz. Cursó sus estudios en la Escuela Municipal de Artes y Oficios de Badajoz y en la Escuela de Bellas Artes de San Fernando de Madrid, realizando varios viajes por Europa al finalizar aquellos. Está en posesión de una Medalla de Oro alcanzada en la Exposición Internacional de Bellas Artes de Panamá, el año pasado, y ha obtenido diversas Medallas de Plata y Bronce en las Exposiciones Nacionales de Madrid de 1908 y 1912, Internacional de Buenos Aires y la Hispano-Francesa [de 1908].

En 1915, en Madrid, fue recompensado con una bolsa de viaje por el Gobierno, a propuesta del jurado por su cuadro Cazadores furtivos [en la raya de Portugal]. Obtuvo por oposición la cátedra de Dibujo Artístico de la Escuela de Artes y Oficios de Badajoz y es académico correspondiente de Bellas Artes. Ahora ha obtenido en el certamen de Huelva la más alta recompensa, creada especialmente para él.

Ch. (31 ago. 1918). «La Exposición Nacional de Pintura de Huelva». Correo de la Mañana. Diario independiente. De Arte (Badajoz) (1491): 2.

- Medalla de Segunda Clase con carácter honorífico de la 27.ª Exposición Nacional de Bellas Artes de 1922 por La otoñada en Extremadura.[78]
- Medalla de Oro de la Exposición Iberoamericana de Sevilla de 1929 por En la raya de Portugal.[88]
- Diploma de Segunda Clase de la Exposición Nacional de Bellas Artes inaugurada en Barcelona el 2 de junio de 1942 por Patrulla de caballería en La Serena.[89] Según el catálogo correspondiente (pp. 128, 210, 282, 306), la obra (Sala 17, n.º 142) fue presentada por «Covarsí Yustas (Adelardo). Natural [y vecino] de Badajoz. Domiciliado en Calatrava 3. Premiado con Mención Honorífica; dos Terceras Medallas y una Segunda (Exposiciones Nacionales de Bellas Artes, Madrid) y otra de Oro (Exp. Ibero-Americana, Sevilla). Discípulo de la Escuela Especial de Pintura, Escultura y Grabado de Madrid».
- Medalla de Primera Clase de la 37.ª Exposición Nacional de Bellas Artes de 1948 por El capitán de los monteros de Alpotreque.[90][91][78]

### Otras distinciones

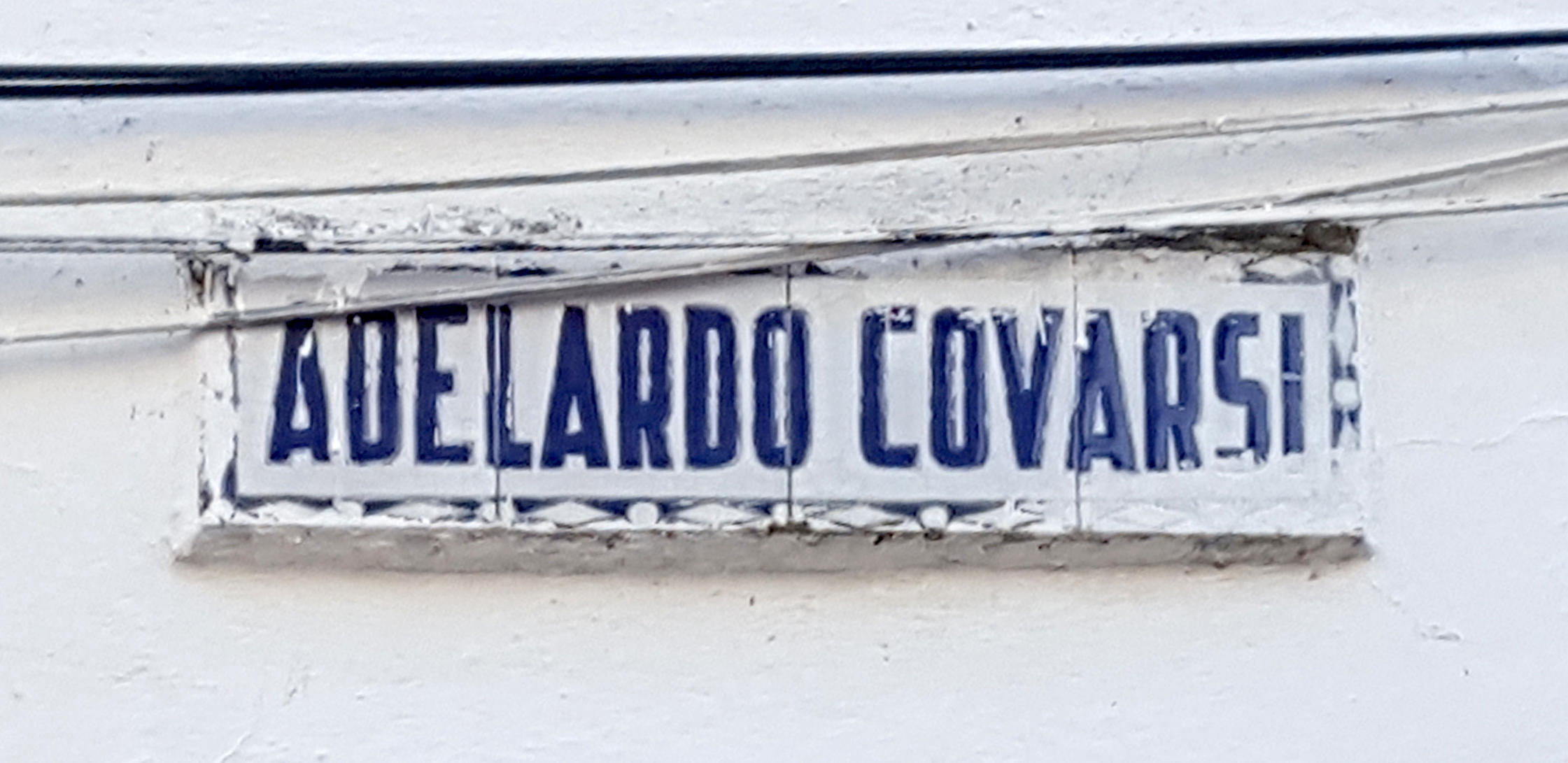
Fregenal de la Sierra (Badajoz). Placa identificativa de la calle ADELARDO COVARSI, antigua calle "El Cuartel".

- Caballero de la Orden de Cristo (Portugal, 1908).[92][36][4][5]
- En tres ocasiones, la antigua Unión Española de Explosivos (UEE) utilizó otros tantos cuadros del pintor para la ilustración de sus conocidos calendarios, más concretamente los correspondientes a los años 1926 (Cazador sentado, en formato 53 x 37 cm), 1927 (La caza del jabalí, 53,5 x 36 cm) y 1941 (Cazadores de perdiz, 55 x 35,5 cm).[93]
- El 8 de enero de 1947, el Ayuntamiento de Badajoz lo nombró hijo predilecto de la ciudad en reconocimiento a su intensa labor artística y cultural. Con tal motivo, se acuñó un medallón conmemorativo obra del escultor extremeño Enrique Pérez Comendador. Alrededor leyenda: AL PINTOR DE BADAJOZ ADELARDO COVARSI SVS COMPAÑEROS Y COMENDADOR QVE LO HIZO. En campo: AMICITIA PRVDENTIA. En exergo: MCMXLVI.[94][95]
- En la actualidad, hay calles dedicadas al pintor en Badajoz («ADELARDO / COVARSI / PINTOR 1885-1951»), Fregenal de la Sierra (por acuerdo municipal de 1956), Los Santos de Maimona («ADELARDO COVARSI / PINTOR / 1885-1951»), Mérida («CALLE / ADELARDO COVARSI YUSTE [sic] / PINTOR 1885-1951») y Villanueva de la Serena («CALLE / ADELARDO COVARSI YUSTAS / (PINTOR)») (actas de la comisión municipal permanente de 9 de febrero de 1970).

Póstumas

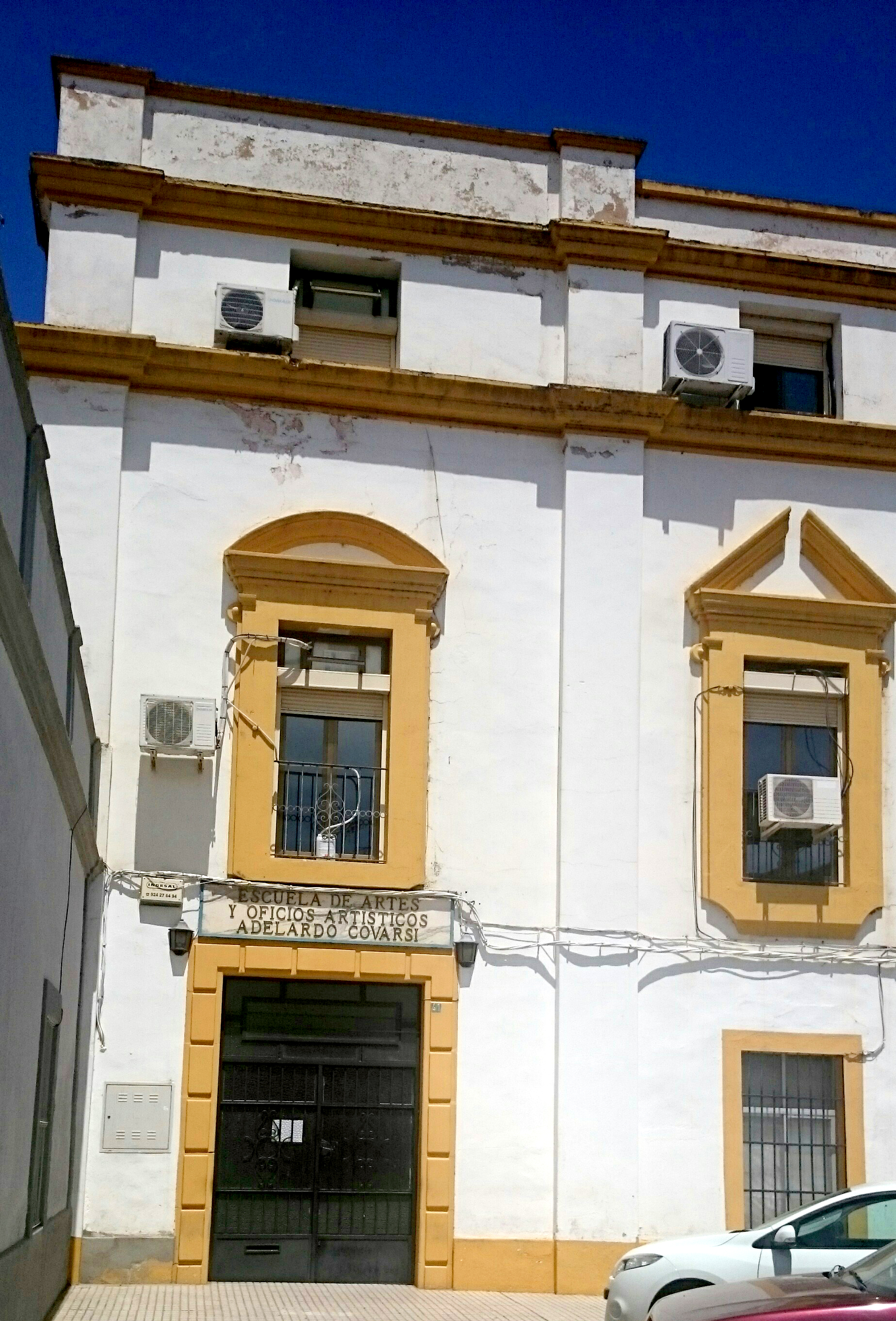
Badajoz. Vista parcial de la fachada de la Escuela de Artes y Oficios Artísticos Adelardo Covarsí tomada en junio de 2017.

- Con la supresión de las antiguas «Escuelas Profesionales de Artesanos», la Diputación Provincial y el Ayuntamiento de Badajoz acordaron crear en 1956 un nuevo centro que pasó a denominarse «Escuela de Artes y Oficios Adelardo Covarsí».
- «La figura del maestro Covarsí acaba de ser actualizada. En el parque de Castelar de Badajoz, se ha descubierto e inaugurado un busto del gran artista pacense. De la obra –que se debe a la iniciativa del Ayuntamiento–, es autor el escultor badajocense José Sánchez Silva. En el busto de piedra, figura el pintor con el pincel en la mano y la paleta. En la parte delantera, está inscrito el nombre del pintor [más] una reproducción en cerámica del cuadro El zagal de las monjías.[96][36] En ambos laterales, constan leyendas escritas por el alcalde de Badajoz, D. Ricardo Carapeto.

»El acto celebrado con tal motivo fue una verdadera exaltación de la vida y la obra de Covarsí. Antonio, hijo del pintor, leyó unas cuartillas para expresar su gratitud. Seguidamente, fueron leídos dos sonetos del inspirado poeta Manuel Monterrey (Ventanas cortijeras y Sus paisajes), dedicados al maestro. A continuación el Sr. Carapeto inauguró el monumento. El escritor Enrique Segura Covarsí resaltó las cualidades del artista.
»Por último, el regidor pacense, con vibrantes palabras, se refirió a la figura del insigne pintor, "pregonero artístico de esta áspera Extremadura, vituperada y desconocida, en la que únicamente se supone que hay elementos materiales de baja calidad, sin acabar de reconocer esta reiteración artística de nuestra tierra. Porque el extremeño –agregó el Sr. Carapeto– sabe calar en todas las facetas del Arte, y así tenemos aquí poetas excelsos, pintores y escultores…, toda la representación gamática [sic], en fin, que en la Estética puede desearse".
[…]
»El monumento dedicado en Badajoz al inimitable pintor Adelardo Covarsí constituye el mejor tributo a su memoria…»

Gutiérrez Macías, Valeriano (ene.-abr. 1961). «Adelardo Covarsí, genial pintor de Extremadura». Revista de Estudios Extremeños (Badajoz: Servicios Culturales de la Excma. Diputación Provincial). XVII (I): 194-195.
- El 22 de junio de 1968, a las 12:00 horas, fue inaugurado junto al llamado «Puente de la Universidad» de Badajoz por el entonces ministro de Agricultura Adolfo
Díaz-Ambrona Moreno el conocido grupo escultórico titulado Los monteros, realizado por el emeritense Juan de Ávalos.[97][98]

- Dos meses antes, más concretamente del 1 al 6 de abril, con ocasión de la «I Semana de Arte» celebrada en los salones de la Real Sociedad Económica Extremeña de Amigos del País de Badajoz, se habían realizado una serie de actos previos a la inauguración del monumento, entre los que cabe mencionar una exposición de apuntes del artista, sendas conferencias de Enrique Segura y Antonio Cuéllar, así como la presentación al público de un medallón de bronce con el busto del pintor, del propio Ávalos, varias fotografías del conjunto, así como las pruebas en color del libro homenaje Adelardo Covarsí (1885-1951), publicado al año siguiente por Bernardino de Pantorba y Enrique Segura Otaño.[99]

### Hemerografía (selección)
- Arce González, Teresa (1985). «Los pintores extremeños en las Exposiciones Nacionales de Bellas Artes (1924-1936)». Norba. Revista de Arte (Universidad de Extremadura: Servicio de Publicaciones) (6): 205-232. ISSN 0213-2214.
- Banda y Vargas, Antonio de la (ene.-abr. 1996). «Artistas extremeños galardonados en las Exposiciones Nacionales de Bellas Artes». Revista de Estudios Extremeños (Badajoz: Servicios Culturales de la Excma. Diputación Provincial). LII (I): 157-164. ISSN 0210-2854.
- Covarsí, Adelardo (feb. 2012). «Mi abuelo Adelardo Covarsí». Escuela Médica. Cultura (Revista de la Fundación del Ilustre Colegio Oficial de Médicos de Cáceres) (33): 23-25. ISSN 0212-0283.
- Cruz Solís, Isabel de la (1984). «El sentimiento del paisaje en Adelardo Covarsí». Norba. Revista de Arte (Universidad de Extremadura: Servicio de Publicaciones) (5): 231-241. ISSN 0213-2214.
- Cruz Solís, Isabel de la (1986). «El Badajoz de Adelardo Covarsí». Campo Abierto. Revista de Educación (Universidad de Extremadura: Facultad de Educación de Badajoz) (3): 123-134. ISSN 0213-9529.
- González Perlado (14 nov. 1971). «Un Covarsí, la nueva adquisición del Museo Provincial de Bellas Artes». Hoy (Badajoz): 9-10.
- González Rodríguez, Alberto (oct. 1986). «Covarsí el hombre». Frontera (Caja de Ahorros de Badajoz) (0): 34-40. DL BA 382-1986.
- Gutiérrez Macías, Valeriano (3 jul. 1958). «Exposición-homenaje al pintor Covarsí». La Vanguardia. Los cronista de La Vanguardia en España (Barcelona): 6. ISSN 1133-4835.
- Gutiérrez Macías, Valeriano (ene.-abr. 1961). «Adelardo Covarsí, genial pintor de Extremadura». Revista de Estudios Extremeños (Badajoz: Servicios Culturales de la Excma. Diputación Provincial). XVII (I): 189-195. ISSN 0210-2854.
- Gutiérrez Macías, Valeriano (abr.-jun. 1968). «La inauguración del monumento al genial pintor de Extremadura, Adelardo Covarsí, constituyó un fervoroso tributo a la egregia figura». Alcántara. Revista del Seminario de Estudios Cacereños (Diputación Provincial de Cáceres: Institución Cultural "El Brocense") (151): 76-78. ISSN 0210-9859.
- Méndez Hernán, Vicente (ene.-abr. 2018). «El Museo de Bellas Artes a través de sus directores: Desde Adelardo Covarsí hasta Román Hernández Nieves (1919-2014) (I)». Revista de Estudios Extremeños (Badajoz: Servicios Culturales de la Excma. Diputación Provincial). LXXIV (I): 553-614. ISSN 0210-2854.
- Méndez Hernández, Vicente (ene.-abr. 1999). «La pintura extremeña: costumbrismo y regionalismo como señas de identidad en 1898». Revista de Estudios Extremeños (Badajoz: Servicios Culturales de la Excma. Diputación Provincial). LV (I): 187-264. ISSN 0210-2854.
- Pedraja Muñoz, Francisco (ene. 1982). «Adelardo Covarsí». Alminar. Álbum extremeño (Diputación Provincial de Badajoz: Institución Cultural "Pedro de Valencia") (31): 31-32.
- Pérez Reviriego, Miguel (12 mar. 1989). «Adelardo Covarsí». Hoy. Dominicalia (Badajoz): 4.
- Pizarro Gómez, Francisco Javier (1985). «El costumbrismo extremeño de los siglos XIX y XX en el panorama pictórico español de su tiempo». Alcántara. Revista del Seminario de Estudios Cacereños (Diputación Provincial de Cáceres: Institución Cultural "El Brocense") (9): 83-90. ISSN 0210-9859.
- Rabanal Brito, T. (8 ago. 1968). «Donación de cuadros de Hermoso y Covarsí». La Vanguardia. Información nacional: noticias y comentario (Barcelona): 4. ISSN 1133-4835.
- Rabanal Brito, T. (1 oct. 1968). «Homenaje al pintor Adelardo Covarsí». La Vanguardia. De otras fuentes (Barcelona): 10. ISSN 1133-4835.
- REDACCIÓN (ene.-abr. 1977). «Adelardo Covarsí. Italia – Impresiones de viaje por un pintor». Revista de Estudios Extremeños. Noticias (Badajoz: Servicios Culturales de la Excma. Diputación Provincial). XXXIII (I): 204-205. ISSN 0210-2854.
- Vera Camacho, Juan Pedro (23 nov. 1969). «La caza en candelero». Diario de Burgos (24 276): 13.

Prensa histórica
- Bardají, Luis (1 nov. 1910). «La exposición del Ateneo: impresión de conjunto». Archivo Extremeño. Revista mensual: Ciencia, Arte, Historia (Badajoz) (11): 352-359.
- Cifra (28 ago. 1951). «Ha muerto el pintor Adelardo Covarsí». ABC (Madrid): 12.
- El Marqués de Lozoya (14 nov. 1938). «Cómo fue destruido por los rojos el más hermoso retablo de cuantos había en Extremadura». Noticiero del Lunes. Periódico de información local y extranjera (La Habana) (45): 9.
- El presidente (28 nov. 1951). «Diputación Provincial». Boletín Oficial de la Provincia de Cáceres (264): 2.
- Fabián Conde, seudónimo de Enrique Segura Otaño (may.-ago. 1927). «Exposición de pinturas: Eugenio Hermoso y Adelardo Covarsí». Revista de Estudios Extremeños. Noticias (Badajoz: Servicios Culturales de la Excma. Diputación Provincial). I (II): 228-234. ISSN 0210-2854.
- Francés, José (26 mar. 1912). «¿Qué prepara usted para la próxima exposición?» La Noche. Diario ilustrado. Vida artística (Madrid) (119): 6-7.
- Francés, José (26 may. 1915). «Españolismo pictórico – Realistas e idealistas». Mundo Gráfico. Revista popular ilustrada (Madrid) (187): 6.
- Francés, José (8 sep. 1951). «Responso a Adelardo Covarsí». La Vanguardia. Colaboraciones de La Vanguardia (Barcelona): 5. ISSN 1133-4835.
- Lago, Silvio (16 dic. 1916). «Adelardo Covarsí». La Esfera. Artistas contemporáneos (Madrid) (155).
- Lago, Silvio (19 dic. 1916). «Adelardo Covarsí». Correo de la Mañana (Badajoz) (973): 1.
- Lledó, Joaquín (17 mar. 1922). «Artistas extremeños». El Financiero (Madrid) (1094): 63-64.
- Méndez Casal, Antonio (16 may. 1926). «Crítica de Arte. La Exposición Nacional de Bellas Artes». Blanco y Negro. Revista ilustrada (Madrid) (1826): 19-49.
- Orbaneja, seudónimo de Felipe Checa (31 ago. 1904). «Exposición de Artes Gráficas en el Ateneo». Nuevo Diario de Badajoz. Periódico político y de intereses generales (3646): 2.
- REDACCIÓN (18 ene. 1907). «Oposiciones». La Coalición. Periódico republicano-progresista (Badajoz) (1894): 2.
- REDACCIÓN (24 may. 1908). «De aquí y de allá». La Coalición. Periódico republicano-progresista (Badajoz) (1980): 3.
- REDACCIÓN (27 oct. 1908). «Local y regional». La Región Extremeña. Diario republicano (Badajoz) (10 190): 2.
- REDACCIÓN (28 oct. 1908). «De aquí y de allá». La Coalición. Periódico republicano-progresista (Badajoz) (2008): 3.
- REDACCIÓN (16 jun. 1914). «"La barbería de los contrabandistas"». Correo de la Mañana (Badajoz) (110): 3.
- REDACCIÓN (23 nov. 1916). «Adelardo Covarsí». Correo de la Mañana (Badajoz) (951): 2.
- REDACCIÓN (ene.-abr. 1931). «Exposición de Adelardo Covarsí». Revista de Estudios Extremeños. Noticias (Badajoz: Servicios Culturales de la Excma. Diputación Provincial). V (I): 127-128. ISSN 0210-2854.
- REDACCIÓN (ene.-abr. 1938). «Don Antonio Covarsí Vicentell». Revista de Estudios Extremeños. Necrológica (Badajoz: Servicios Culturales de la Excma. Diputación Provincial). XII (I): 109-111. ISSN 0210-2854.
- REDACCIÓN (13 jun. 1948). «Los premios de la Exposición Nacional de Bellas Artes». ABC (Sevilla) (13 985): 12.
- REDACCIÓN (28 ago. 1951). «Fallecimiento de un laureado pintor». Diario de Burgos (18 784): 4.
- REDΑCCIÓΝ (28 ago. 1951). «Ha muerto Covarsí». Hoy (Badajoz: La Editorial Católica) (5867): 1.

Alcántara. Revista del Seminario de Estudios Cacereños. sep.-oct. 1951 (47-48)
| - Cienfuegos Linares, Julio. «Adelardo Covarsí». 3-14. - Pérez Comendador, E. «Memoria de Adelardo Covarsí». 29-31. - Cordero, Juan Luis. «Adelardo no ha muerto». 35-36. - Segura Covarsí, E. «Diálogo interrumpido». 44-48. - Monterrey, Manuel. «Recordando a Covarsí – La leyenda del castillo». 55. - Pacheco, Manuel. «En la muerte del pintor extremeño don Adelardo Covarsí». 68. | - Álvarez Lencero, L. «Otoñada». 76. - Sansinena Aragüete, Enrique. «Covarsí, extremeño». 77-78. - Canal, José. «Como la encina». 90. - Soriano, Eloy. «Fue un crepúsculo más…» 91-94. - Delgado Fernández, Rufino. «Tu obra reza por ti». 97. - Díaz de Entresotos, Baldomero. «En la muerte de Adelardo Covarsí». 97. |

Trabajos del autor en la Revista de Estudios Extremeños (1927-1943)

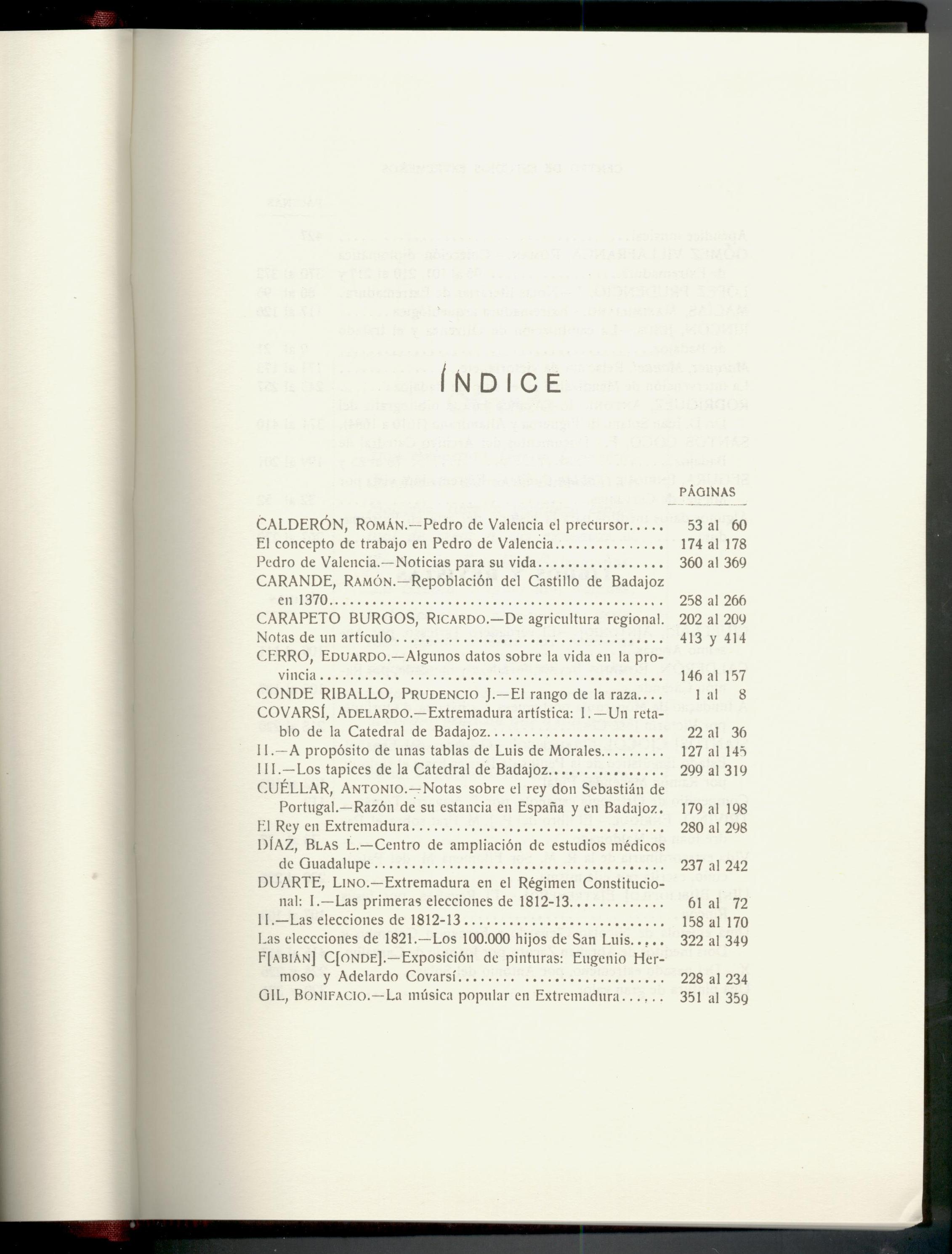
1927. "Índice". Revista de Estudios Extremeños (Badajoz: Servicios Culturales de la Excma. Diputación Provincial).
I (I-III).
COVARSÍ, ADELARDO
I. Un retablo de la catedral de Badajoz.
II. A propósito de unas tablas de Luis de Morales.
III. Los tapices de la catedral de Badajoz.

- Covarsí, Adelardo (ene.-abr. 1927). «Un retablo de la catedral de Badajoz». Revista de Estudios Extremeños (Badajoz: Servicios Culturales de la Excma. Diputación Provincial). I (I): 22-36.
  - A propósito de unas tablas de Luis de Morales. I (II). may.-ago. 1927. pp. 127-145.
  - Los tapices de la catedral de Badajoz. I (III). sep.-dic. 1927. pp. 299-319.
  - Los Morales de la exposición de Fregenal de la Sierra. II (I-II). ene.-ago. 1928. pp. 385-401.
  - Sobre algunos pintores poco conocidos. Juan Labrador, Rubiales, Lorenzo de Quirós, Esteban Márquez, los Mera, Hidalgo González y otros. II (III). sep.-dic. 1928. pp. 529-543.
  - Pintores badajocenses del siglo XVIII: los Estrada y los Mures. III (I). ene.-abr. 1929. pp. 49-62.
  - Las pinturas murales del convento de Santa Ana. III (II). may.-ago. 1929. pp. 211-225.
  - Las pinturas murales de Talavera la Real. IV (I). ene.-abr. 1930. pp. 1-16.
  - Impresiones de un viaje por la Siberia Extremeña: Orellana la Vieja, Navalvillar y Casas de Don Pedro. IV (II). may.-ago. 1930. pp. 219-231.
  - El gran retablo parroquial de Casas de Don Pedro. IV (III). sep.-dic. 1930. pp. 277-289.
  - En Herrera del Duque y Fuenlabrada de los Montes. Talarrubias y Puebla de Alcocer. V (I). ene.-abr. 1931. pp. 15-26.
  - Los monumentos histórico-artísticos de la provincia de Badajoz. V (III). sep.-dic. 1931. pp. 243-259.
  - Los monumentos histórico-artísticos de la provincia de Badajoz. VI (I). ene.-abr. 1932. pp. 17-34.
  - Los monumentos histórico-artísticos de la provincia de Badajoz. VI (III). sep.-dic. 1932. pp. 329-339.
  - Los monumentos histórico-artísticos de la provincia de Badajoz. VII (I). ene.-abr. 1933. pp. 23-35.
  - Los monumentos histórico-artísticos de la provincia de Badajoz. VII (III). sep.-dic. 1933. pp. 265-275.
  - Los monumentos histórico-artísticos de la provincia de Badajoz. VIII (I). ene.-abr. 1934. pp. 1-11.
  - Visión arqueológica de Badajoz. VIII (II). may.-ago. 1934. pp. 139-152.
  - El museo de la catedral de Badajoz. IX (I). ene.-abr. 1935. pp. 1-15.
  - Las exploraciones arqueológicas de Bótoa. IX (III). sep.-dic. 1935. pp. 287-293.
  - El museo de la catedral de Badajoz. X (I). ene.-abr. 1936. pp. 17-22.
  - El convento de Santa Clara de Zafra. Noticias de una pintura de Luis de Morales: la huella marxista. X (II). may.-ago. 1936. pp. 143-156.
  - Seis años de despojo y destrucción del tesoro artístico nacional. XI (I). ene.-abr. 1937. pp. 75-86.
  - Seis años de despojo y destrucción del tesoro artístico nacional. XI (II). may.-ago. 1937. pp. 177-190.
  - Seis años de despojo y destrucción del tesoro artístico nacional. XI (III). sep.-dic. 1937. pp. 255-272.
  - Destrucción del tesoro artístico nacional en la provincia de Badajoz: la huella marxista. XII (I). ene.-abr. 1938. pp. 45-57.
  - Destrucción del tesoro artístico nacional en la provincia de Badajoz: la huella marxista. XII (II). may.-ago. 1938. pp. 203-220.
  - Destrucción del tesoro artístico nacional en la provincia de Badajoz: la huella marxista. XIII (II). may.-ago. 1939. pp. 167-176.
  - Destrucción del tesoro artístico nacional en la provincia de Badajoz: la huella marxista. XIII (III). sep.-dic. 1939. pp. 219-233.
  - Un prestigio nacional: Eugenio Hermoso. XIV (I). ene.-abr. 1940. pp. 101-105.
  - Actuaciones de Luis de Morales en Portugal. XIV (II). may.-ago. 1940. pp. 113-119.
  - Actuaciones de Luis de Morales en Portugal. XV (I). ene.-abr. 1941. pp. 57-68.
  - Comentarios sobre la vida y obra de los colaboradores e imitadores del Divino Morales. XV (III). sep.-dic. 1941. pp. 297-307.
  - Dos nuevos cuadros de Morales. XVI (II). may.-ago. 1942. pp. 191-200.
  - La exposición de Morales en Badajoz. XVII (I). ene.-abr. 1943. pp. 73-82.